# オレグ・シェーニン
オレグ・セミョーノヴィチ・シェーニン（シェニン、ロシア語: Олег Семёнович Шенин、ラテン文字表記の例：Oleg Semyonovich Shenin、1937年7月2日 – 2009年5月28日）は、ソビエト連邦およびロシアの政治家。ヴォルゴグラード州出身のロシア人。ゴルバチョフ時代末期のソビエト連邦共産党政治局員兼書記。ソビエト連邦の崩壊後に創設されたソ連共産党（シェーニン派） Communist Party of the Soviet Union (Shenin)の指導者。1993年から2001年にロシア連邦共産党を離党するまで、共産党連合＝ソビエト連邦共産党 Союз коммунистических партий — Коммунистическая партия Советского Союза,СКП-КПСС、Union of Communist Parties — Communist Party of the Soviet Union,UCP-CPSUの共同議長。ロシア連邦共産党のゲンナジー・ジュガーノフ党首とは、ロシア・ベラルーシ両共産党の統合を巡り路線対立を起こした。

## 来歴・人物
クラスノヤルスク鉱業技術中等専門学校を経て、トムスク土木技術大学を卒業する。1955年からクラスノヤルスク地方の建設企業に勤務するようになり、1962年ソ連共産党に入党する。1964年建設企業（トラスト）所長となる。
1974年から党専従となり、アチンスク市党第一書記、ハカシア州（現在のハカス共和国）党第二書記を歴任する。1980年アフガニスタン民主共和国に赴任し、ナンガルハール州、ラグマーン州、クナル州で地域顧問を勤めた。1985年ハカシア州党第一書記を経て、1987年クラスノヤルスク地方党第一書記に就任する。この間、ソ連共産党中央委員会社会科学大学院を修了している。ゴルバチョフによって人民代議員大会が連邦と地方レベルで設立されると、1987年クラスノヤルスク地方人民代議員大会議長に選出された。1989年ソ連共産党ロシア・ビューロー委員。同年から1991年までソ連人民代議員に選出された。
1990年7月14日ソ連共産党中央委政治局員・書記に選出される。シェーニンの当時の政治的立場は、あくまでソ連共産党とソビエト連邦の国家体制維持を念頭におく保守派のそれであった。1991年8月のクーデターで国家非常事態委員会のメンバーであったアレクサンドル・チジャコフソ連産業・建設・運輸・通信・国家企業・企業合同協会会長は「ゴルバチョフ後」を念頭においた「暫定委員会」リストを作成したが、シェーニンは、暫定委員会議長としてリストの筆頭に名を連ねられた。

### 8月クーデター
1991年8月18日、オレグ・バクラーノフ国防会議第一副議長、ワレリー・ボルジン大統領府長官、ヴァレンティン・ヴァレンニコフ地上軍総司令官とともにモスクワからゴルバチョフが休暇を取っていたクリミア半島フォロスの大統領専用別荘に赴き、ゴルバチョフと面会した。ここでシェーニンらは、ゲンナジー・ヤナーエフ副大統領への全権委譲と非常事態宣言の受入れ、ゴルバチョフの大統領辞任を要求した。シェーニンは、ゴルバチョフに対して口火をきって要求することになっていたが、ゴルバチョフは要求を拒否した。ゴルバチョフを別荘に軟禁したものの、結局、クーデターは失敗し、シェーニンは逮捕された。
クーデター後の回想では、ゴルバチョフがクーデターに対してある種の了解をしていたと弁明している（ゴルバチョフはもちろん、否定している）。

### ソ連崩壊後
ソ連崩壊後クーデターに参加した人々が恩赦によって出獄される中、シェーニンも身柄拘束を解かれ、1994年恩赦を受ける。1993年旧ソ連共産党の残存勢力糾合を目指し、共産党同盟・ソ連共産党を結成し議長に選出される。1995年共産党中央委員。1993年のモスクワ騒乱事件では最高会議側を支持した。
以後も保守的なマルクス・レーニン主義者として振る舞い、1997年には北朝鮮の金正日総書記と会談した。2000年ロシアとベラルーシ両国から選出されたロシア連邦共産党中央委員会議長となるが、2001年路線対立の結果、分裂し、ソ連共産党（シェーニン派）を結成し、党議長に就任した。2008年ロシア大統領選挙に立候補を宣言したが、ロシア中央選挙管理委員会の審査を通らなかった。
2009年5月28日死去。71歳没。